# Alberto Adriani (khu tự quản)
Alberto Adriani là một khu tự quản thuộc bang Mérida, Venezuela. Thủ phủ của khu tự quản Alberto Adriani đóng tại El Vigia. Khự tự quản Alberto Adriani có diện tích 683 km2, dân số theo điều tra dân số ngày 21 tháng 10 năm 2001 là 106084 người.